# Ajda Bračič
Ajda Bračič, slovenska arhitektka in pisateljica, *1990, Ljubljana.

## Življenjepis
Študirala je arhitekturo na Fakulteti za arhitekturo v Ljubljani, deluje kot publicistka, urednica, kustosinja in arhitektka. Vodi stičišče za prenovo in trajnostno bivanje Kajža. Leta 2022 je izšel njen literarni prvenec, zbirka kratkih zgodb z naslovom Leteči ljudje.

#### Literarna dela
- Leteči ljudje (2022)

## Nagrade in priznanja
- nagrada kritiško sito za Leteči ljudje (2023)
- nagrada Maruše Krese (prej nagrada novo mesto)